# Pravdivostní hodnota
V klasické logice se používají dvě pravdivostní hodnoty – pravda a nepravda. Hodnota pravda znamená, že výrok je pravdivý.
V algebře tvoří množina (pravda, nepravda) a na ní definované operace Booleovu algebru.

## Klasická logika
V klasické logice se používají dvě pravdivostní hodnoty pravda (P, latinsky verum, ⊤, případně 1), a nepravda (N, latinsky falsum ⊥, případně 0). Logické spojky konjunkce a disjunkce jsou binární] logické funkce; vzájemně jsou propojeny de Morganovými zákony:
¬(p∧q) ⇔ ¬p ∨ ¬q
¬(p∨q) ⇔ ¬p ∧ ¬q

## Elektrické obvody
V elektrických obvodech a v počítačích se hodnoty pravda a nepravda reprezentují podle vhodně vybraných elektrických veličin, nejčastěji napětí. Ve standardní logice TTL se používají tyto úrovně napětí:
- pravda je napětí 5 V (v praxi 4,7 V až 5,3 V)
- nepravda je napětí 0 V (v praxi 0 V až 0,6 V)
- jakákoliv jiná hodnota napětí je chyba

V jiných typech logických obvodů se používají jiné úrovně napětí, v moderních počítačích se pro snížení příkonu napětí pro logickou jedničku snižuje až k jednomu voltu.
U počítačových sběrnic se používá tak zvaná trojstavová logika. Znamená to pouze, že výstupy obvodů, které nejsou vybrány, jsou ve stavu vysoké impedance, aby neovlivňovaly výstupy právě vybraných obvodů.

## Alternativní logiky
Fuzzy logika a vícestavová logika používají více hodnot, než je pouze pravda a nepravda. Výrok tak může být pravdivý, nebo nepravdivý pouze částečně, můžeme také prohlásit, že pravdivost nebo nepravdivost výroků je neznámá.